# Basílica de Nuestra Señora de Guadalupe (Coro)
La Basílica de Nuestra Señora de Guadalupe de El Carrizal (también conocida como Santuario Mariano Nacional de Nuestra Señora de Guadalupe de El Carrizal) es un templo católico y basílica menor dedicado a la advocación de la Virgen de Guadalupe, patrona del Estado Falcón y la Arquidiócesis de Coro. Se encuentra en la ciudad de La Vela de Coro, Municipio Colina, Falcón, Venezuela. Su primer rector fue el monseñor Julio Germán Urrego Montoya, quien permaneció en ese cargo hasta su fallecimiento el 23 de enero de 2017.

## Historia
Su historia se remonta a la primera iglesia dedicada a Nuestra Señora de Guadalupe que data de 1723, que fue reconstruida y consagrada en 1992 por Monseñor Ovidio Pérez Morales, Obispo de la Diócesis de Coro.
El valle de El Carrizal está ubicado al este de la ciudad Mariana de Santa Ana de Coro, en el Estado Falcón. El templo pertenece al Municipio Colina y conforma la Parroquia de Nuestra Señora del Carmen de La Vela de Coro. Fue levantado en la primera mitad del siglo XVIII, donde se veneran dos imágenes de Nuestra Señora de Guadalupe: una es un lienzo que se halla rematando el retablo del altar mayor y otra, una talla de madera de factura popular que se venera un nicho ubicado a la derecha del altar, coronada canónicamente por decreto del papa Juan Pablo II, el 12 de diciembre de 1992.
La iglesia tiene el estatus de basílica menor desde el 11 de junio de 2008 por decisión del papa Benedicto XVI. Es además un santuario católico y Patrimonio de la humanidad de la Unesco como parte de la ciudad de Coro y su Puerto desde 1993.

## Descripción
Dentro del templo, se encuentra el altar mayor con el lienzo de Nuestra Señora de Guadalupe y un lado un nicho con la talla procesional de Nuestra Señora. La nave tiene alrededor de 16 pilares que sostienen el techo, aún de estilo colonial, sus paredes levantadas con bloques de bahareque, dentro de ella se encuentra el despacho del rector. Se conserva la talla de San Juan Diego y cuadros del artista falconiano Henry Curiel, así como una cantidad de objetos y detalles de la fe Guadalupana que se mantienen en el Santuario o en el  Museo Guadalupano Ubicado en el Centro Histórico de Coro, casa del tesoro. Actualmente se contabilizan unas 3 réplicas fieles y exactas de la talla original y procesional de Nuestra Señora de Guadalupe usada para otros eventos de la Arquidiócesis, Visitas, entre otros.
A los laterales del templo mayor se encuentra una extensa plazoleta con una tarima para albergar alrededor de 20.000 personas en misas multitudinarias, generalmente usadas en la bajada de la Virgen, los días 11 y 12 de diciembre y también el 27 de febrero, que se celebra en la región falconiana como el día en que se encontró el Baúl con el lienzo de Nuestra Señora de Guadalupe en las costas de Muaco. A su vez en 2009 se inició la construcción de una gran imagen de la Virgen de Guadalupe que se contrasta con el paraje. Por la otra parte están 5 jardines, en los que se pueden sepultar las cenizas como disposición final de descanso de seres queridos. Actualmente en uno de los cenizarios se construyó una fosa donde fue sepultado el padre Issaul Zárraga González y el Ilustrísimo Monseñor Julio Urrego, quien fuese primer rector del Santuario. También se encuentra la casa del Peregrino Don Pedro Sangronis, un cafetín y baños públicos para los usuarios.
La Basílica es custodiada por una comisión de servicio de la Policía Regional y por los Embajadores de la Guadalupe.